# Гайдай, Зоя Михайловна
Зо́я Миха́йловна Гайда́й (укр. Зоя Михайлівна Гайдай; 1902—1965, Киев, Украинская ССР, СССР) — советская, украинская оперная певица (сопрано), педагог. Лауреат Сталинской премии второй степени (1941). Народная артистка СССР (1944).

## Биография
Зоя Гайдай родилась 19 мая (1 июня) 1902 года в Тамбове, в семье фольклориста М. П. Гайдая.
Детство и юность прошли в Житомире, куда семья переехала, когда ей исполнилось шесть лет.
Училась в гимназии. Окончила Житомирское музыкальное училище (ныне — имени В. С. Косенко) по классу фортепьяно. Около двух лет пела в хоровой капелле Волынского губнаробраза, организованной её отцом.
В 1927 году окончила Высший музыкально-драматический институт им. Н. Лысенко (с 1934 — Киевская консерватория) (класс пения Е. А. Муравьёвой).
В 1928—1930 и в 1934—1955 годах — солистка Киевского театра оперы и балета им. Т. Г. Шевченко.
В 1930—1934 годах — солистка Украинской государственной столичной оперы в Харькове (ныне Харьковский театр оперы и балета имени Н. В. Лысенко).
Во время войны была в эвакуации в Уфе и Иркутске вместе с мужем, певцом-тенором Николаем Платоновым и другими артистами киевской оперы.
Участвовала в создании фронтовых бригад артистов, выезжала на фронт, выступала перед воинами Южного и Юго-Западного фронтов, в войсковых частях и на кораблях Тихоокеанского флота. Приняла участие более чем в 500-х шефских концертах.
Артистка широкого творческого диапазона, обладала ярким вокальным и сценическим дарованием, создала свыше 50 музыкально-художественных образов.
Выступала как камерная певица в концертах. Исполняла произведения украинских, русских композиторов, народные песни, а также произведения классического репертуара западно-европейских композиторов.
Гастролировала по городам СССР и за рубежом: Ирак, Иран, Китай, Канада (1946), США (1946), Пакистан и др.
Записала на пластинки ряд партий в операх украинских и западно-европейских композиторов, камерные вокальные произведения и украинские народные песни.
В 1955 году оставила сцену.
С 1947 года и до конца жизни преподавала в Киевской консерватории (ныне Национальная музыкальная академия Украины имени П. И. Чайковского) (с 1963 — профессор).

Памятник Гайдай на Байковом кладбище

Зоя Гайдай скончалась 21 апреля 1965 года в Киеве. Похоронена на Байковом кладбище.

### Семья
- Отец — Михаил Петрович Гайдай (1878—1965), музыкальный фольклорист, хоровой дирижёр, композитор, педагог.
- Муж (до конца 40-х) — Николай Платонович Платонов (настоящая фамилия — Слуцкий) (1902—1968), оперный певец (тенор). Заслуженный артист Украинской ССР[4].

## Звания и награды
- 1-я премия на 1-м Всесоюзном конкурсе музыкантов-исполнителей в Москве (1933)
- Лауреат 1-го Республиканского конкурса на лучшее исполнение произведений советских композиторов (1937)
- Заслуженная артистка Украинской ССР (1937)
- Народная артистка Украинской ССР (1940)
- Народная артистка СССР (1944)
- Сталинская премия второй степени (1941) — за многолетние выдающиеся достижения в области театрально-вокального искусства
- Два ордена Трудового Красного Знамени (1948 и 1951[5])
- Медаль «За доблестный труд в Великой Отечественной войне 1941—1945 гг.»
- Медали.

## Партии

### Киевский театр оперы и балета
1928—1929
- «Турандот» Дж. Пуччини — Лиу (дебют)
- «Фауст» Ш. Гуно — Маргарита
- «Евгений Онегин» П. И. Чайковского — Татьяна
- «Кармен» Ж. Бизе — Микаэла
- «Прорыв» С. И. Потоцкого — Елена
- «Майская ночь» Н. А. Римского-Корсакова — Панночка
- «Пиковая дама» П. И. Чайковского — Маша и Прилепа

1929—1930
- «Ночь перед Рождеством» Н. А. Римского-Корсакова — Оксана
- «Джонни наигрывает» Э. Кшенека — Ивонна
- «Сказка о царе Салтане» Н. А. Римского-Корсакова — Повариха
- «Чио-Чио-Сан» Дж. Пуччини — Чио-Чио-Сан

1934—1955
- «Травиата» Дж. Верди — Виолетта
- «Снегурочка» Н. А. Римского-Корсакова — Снегурочка
- «Запорожец за Дунаем» С. С. Гулак-Артемовского — Оксана
- «Наталка-Полтавка» Н. В. Лысенко — Наталка
- «Тихий дон» И. И. Дзержинского — Наталья
- «Поднятая целина» И. И. Дзержинского — Лушка
- «Демон» А. Г. Рубинштейна — Тамара
- «Проданная невеста» Б. Сметаны — Маженка
- «Отелло» Дж. Верди — Дездемона
- «Галька» С. Монюшко — Галька
- «Даиси» З. П. Палиашвили — Маро
- «Наймычка» М. И. Вериковского — Ганна
- «Молодая гвардия» Ю. С. Мейтуса — Люба Шевцова
- «Дума черноморская» Б. К. Яновского — Марина
- «Иван Сусанин» М. И. Глинки — Антонида
- «Богдан Хмельницкий» К. Ф. Данькевича — Гелена
- «Рождественская ночь» Н. В. Лысенко — Оксана

### Харьковский театр оперы и балета
- «Севильский цирюльник» Дж. Россини — Розина
- «Кармелюк» В. Г. Костенко — Марина
- «Свадьба Фигаро» В. Моцарта — Сюзанна
- «Разлом» В. А. Фемелиди — Ксения
- «Абесалом и Этери» З. П. Палиашвили — Этери
- «Лоэнгрин» Р. Вагнера — Эльза
- «Тарас Бульба» Н. В. Лысенко — Марильца

## Фильмография
- 1945 — Украинские мелодии (фильм-концерт) — Оксана

## Ученики
- Людмила Фёдоровна Божко (р. 1941), украинская певица (сопрано), заведующая кафедрой сольного пения Львовской национальной музыкальной академии имени Н. Лысенко, профессор. Народная артистка Украинской ССР (1981).
- Алина Ивановна Волкова (р. 1930), украинская оперная певица (сопрано). Народная артистка Украинской ССР (1990).
- Пётр Иванович Довбня (р. 1938), украинский певец (тенор), профессор кафедры теории и методики постановки голоса Национального педагогического университета имени М. П. Драгоманова. Народный артист Украины (1993).
- Анна Михайловна Колесник-Ратушная (р. 1935), украинская певица.
- Тамара Адамовна Полищук (1934—1996), украинская певица (меццо-сопрано). Заслуженная артистка Украины.
- Клара Акимовна Инкина (р. 1934), российская певица (сопрано). Заслуженная артистка РСФСР (1978).
- Александр Савельевич Красноплахин, украинский певец (тенор). Заслуженный деятель искусств Украины.
- Виктория Алексеевна Гладченко (р. 1938), российская певица (сопрано), профессор кафедры сольного пения и оперной подготовки Петрозаводской государственной консерватории им. А. К. Глазунова. Заслуженная артистка Карельской АССР (1979) и РСФСР (1989).
- Светлана Филипповн Данилюк (1939—2003), — белорусская оперная певица (меццо-сопрано). Народная артистка СССР (1977).

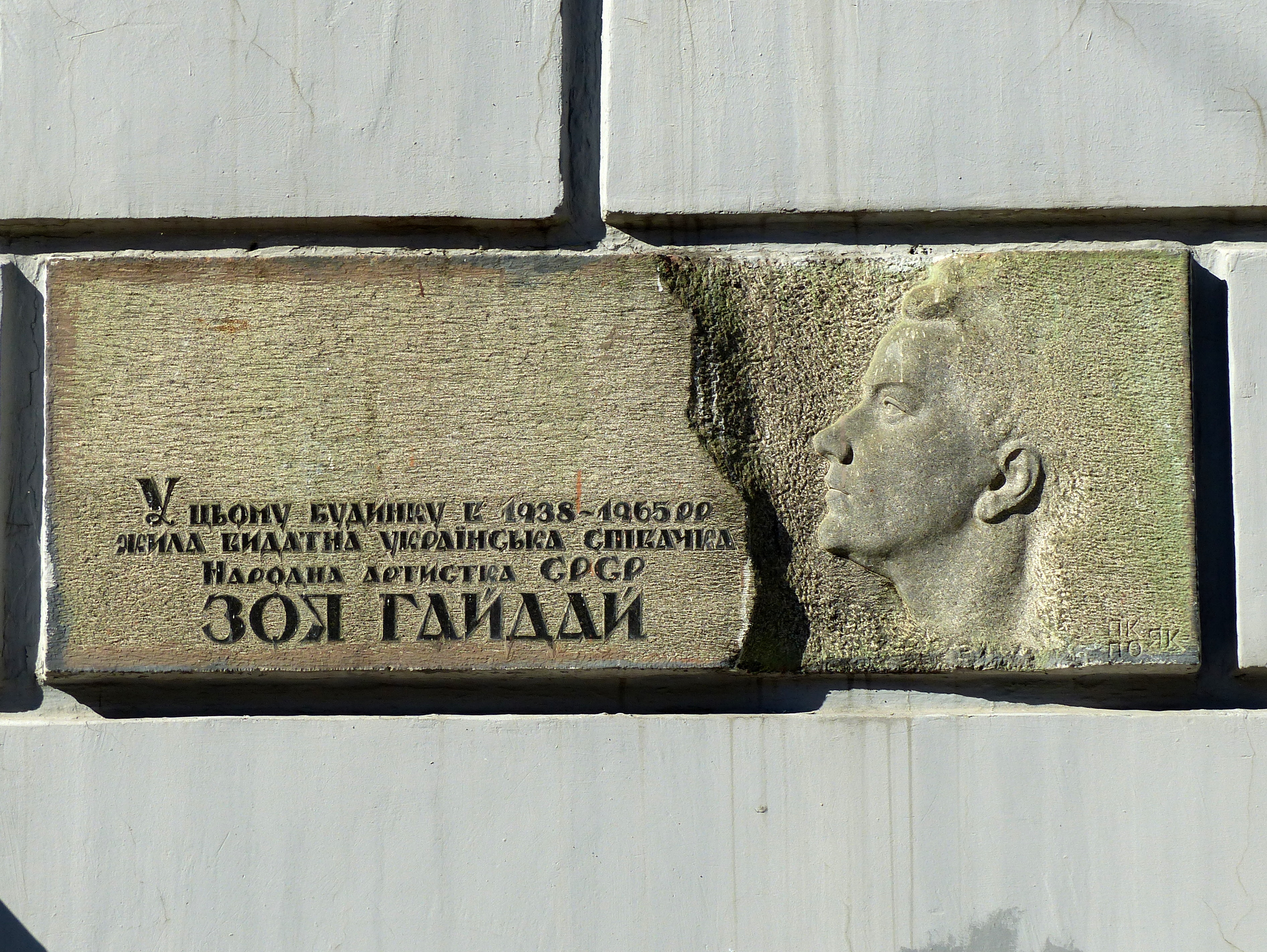
Мемориальная доска на доме, где жила Зоя Гайдай. Киев, ул. Пушкинская, 20

## Память
- В Киеве именем певицы в 1970 году названа улица в Оболонском районе, установлены мемориальные доски — в начале упомянутой улицы (скульпторы П. Ф. Кальницкий и П. Ф. Остапенко, архитектор Я. Ф. Ковбаса) и на доме № 20 по улице Пушкинской, где певица проживала в 1938—1965 гг.).
- На могиле в 1967 году установлено гранитное надгробие (скульптор П. Ф. Остапенко, архитектор В. П. Шевченко).